# KF Media
KF Media AB är en tidigare enhet inom Kooperativa Förbundet med inriktning på media.
KF Media blev en egen enhet inom KF den 1 juli 2010. Under KF Media samlas merparten av medieverksamheten – Norstedts förlagsgrupp med bland annat Rabén & Sjögren, Coop Böcker och tidningen Vi (via AB Tidningen Vi)

## Företag i koncernen
- Norstedts Förlagsgrupp, med flera förlag